# ادو (بازیکن فوتبال، زاده ۱۹۷۴)
ادواردو آراخو موریرا (به پرتغالی: Eduardo Araújo Moreira) هافبک اهل برزیل است که در شهر Ipauçu و در تاریخ ۱۹ آوریل ۱۹۷۴ به دنیا آمده‌است.
ادواردو آراخو موریرا در تیم‌های فوتبال Platinense سابقهٔ حضور دارد.